# 豊橋市立大村小学校
豊橋市立大村小学校（とよはししりつ おおむらしょうがっこう）は愛知県豊橋市大村町地之神9番地にある公立小学校。

## 概要
- 韓国との国際交流が盛んである。

## 沿革
- 1873年（明治6年） - 第10中学区第36番小学豊麻学校が開校。聖眼寺[注釈 1]を仮校舎とする。
- 1876年（明治9年） - 近隣の学校を統合し、第10中学区第108番小学豊田学校として開校。長瀬村、住吉村、柴屋村、沖木村、大磯村（為金）、明子村の児童が通学する。珠光院[注釈 2]を仮校舎とする。
- 1877年（明治10年） - 大村学校に改称する。
- 1878年（明治11年） - 大磯村、沖木村、住吉村、柴屋村が合併し、大村となる。
- 1884年（明治17年） - 大村と大蚊里村が合併し、大村となる。
- 1887年（明治20年） - 尋常小学大村学校に改称する。
- 1889年（明治22年）10月1日 - 大村と長瀬村が合併し、大村が発足。
- 1892年（明治25年） - 大村尋常小学校に改称する。
- 1893年（明治26年） - 大村字横走に校舎を新築し、移転する。
- 1906年（明治39年）7月1日 - 下地町、大村、鹿菅村 が合併し、下地町となる。
- 1921年（大正10年） - 現在地に校舎を新築し、移転する。
- 1932年（昭和7年）9月1日 - 下地町が豊橋市に編入される。
- 1941年（昭和16年）4月1日 - 大村国民学校に改称する。
- 1947年（昭和22年）4月1日 - 豊橋市立大村小学校に改称する。
- 1966年（昭和41年） - 新校舎（鉄筋コンクリート造）が完成する。

## 出身有名人
- 武雄山喬義 - 大相撲力士